# Tjarko
Tjarko ist ein männlicher Vorname.

## Herkunft und Bedeutung
Der Name kommt aus dem Ostfriesischen. Er ist eine Form des Namens „Dietrich“ und leitete sich wahrscheinlich durch die Kurzform Dirk ab. (Dirk – Derk – Tjerk)
Übersetzt bedeutet er etwa „mächtiger Herrscher des Volkes“.

## Bekannte Namensträger
- Tjarko Meyer Cramer, Maler